# Distrikt Maranganí
Der Distrikt Maranganí liegt in der Provinz Canchis der Region Cusco in Südzentral-Peru. Der Distrikt wurde am 29. August 1834 während der Amtszeit von Präsident Luis José de Orbegoso y Moncada gegründet. Er hat eine Fläche von 439 km². Beim Zensus 2017 lebten 9600 Einwohner im Distrikt. Im Jahr 1993 lag die Einwohnerzahl bei 11.574, im Jahr 2007 bei 11.074. Die Distriktverwaltung befindet sich in der auf einer Höhe von 3698 m gelegenen Kleinstadt Maranganí mit 2887 Einwohnern (Stand 2017). Maranganí liegt am Río Vilcanota, dem Oberlauf des Río Urubamba, 11 km südsüdöstlich der Provinzhauptstadt Sicuani.

## Geographische Lage
Der Distrikt Maranganí liegt im Andenhochland im äußersten Süden der Provinz Canchis. Der Distrikt liegt 125 km südöstlich der Regionshauptstadt Cusco sowie 175 km nordwestlich des Titicacasees. Der Río Vilcanota durchquert den Distrikt in nordwestlicher Richtung. Die Nationalstraße 3S von Cusco nach Puno führt durch den Distrikt.
Der Distrikt Maranganí grenzt im Süden an den Distrikt Layo, im Westen an den Distrikt Langui, im Norden an den Distrikt Sicuani sowie im Osten an den Distrikt Nuñoa (Provinz Melgar).